# Dennis Joe Reimer
Dennis Joe Reimer, ameriški general, * 12. julij 1939, Medford, Oklahoma.

## Življenjepis
Junija 1962 je diplomiral na Vojaški akademiji ZDA in postal artilerijski drugi poročnik. Istega leta je zaključil orientacijski tečaj za častnike poljske artilerije, nato pa je naslednje leto končal še rangerski in padalski tečaj v Fort Benningu. Potem je bil pomočnik izvršnega častnika in izvršni častnik 20. artilerijskega polka (1963–1964) in pomočnik bataljonskega svetovalca v Svetovalni ekipi 60 v sklopu MAC-V (1964–1965), 
Zatem so ga poslali na napredni tečaj za artilerijske častnike v Fort Sillu in Fort Blissu; končal ga je leta 1966 in postal poveljnik čete C 11. bataljona 3. brigade Trenažnega centra Kopenske vojske ZDA v Fort Benningu. Tu je ostal do leta 1967, ko je postal pribočnik poveljnika Štabnega kolidža Oboroženih sil ZDA. Nato je bil izvršni častnik in S-3 2. bataljona 4. artilerijskega polka 9. pehotne divizije (1968–1970) in inštruktor na Poljskoartilerijske šole Kopenske vojske ZDA (1970). V letih 1970–1971 se je šolal na Poveljniškem in generalštabnem kolidžu Kopenske vojske ZDA, potem pa je postal častnik za menedžment osebja Sekcije za razporeditev (poljskoartilerijska veja) v sklopu Pisarne za personalne operacije v Washingtonu, D.C. (1971–1972), pomočnik izvršnega častnika in pribočnik načelnika GŠ KOV ZDA Creightona W. Abramsa (1972–1974), izvršni častnik in S-3 divizijske artilerije 4. pehotne divizije (mehanizirane) (1975–1976), poveljnik 1. bataljona 27. artilerijskega polka (1976–1979) in poveljnik Trenažnega poveljstva 4. pehotne divizije (1978).
Potem je končal šolanje na Vojnem kolidžu KOVZDA (1978–1979) in leta 1979 opravil še magisterij na Državnem kolidžu Shippensburg. Nato je bil namestnik poveljnika in pozneje posebni pomočnik poveljnika artilerije 5. korpusa (1979–1980), poveljnik artilerije 8. pehotne divizije (mehanizirane) (1980–1982), načelnik štaba iste divizije (1982–1983), namestnik pomočnika poveljnika Poljskoartiletijskega centra in šole (1983–1984), poveljnik artilerije 3. korpusa, načelnik štaba elementa KOV ZDA v Kombinirani poljski armadi v Južni Koreji (1986), pomočnik načelnika štaba, C3/J3 Poveljstva kombiniranih sil Južne Koreje in ZDA (1986–1988), poveljnik 4. pehotne divizije (1988–1990), namestnik načelnika štaba KOVZDA za operacije in načrte ter višji član KOV ZDA v vojaškem štabnem komiteju ON (1990–1991), namestnik načelnika Generalštaba Kopenske vojske ZDA (1991–1993), poveljnik Poveljstva sil Kopenske vojske ZDA 1993–1995) in načelnik Generalštaba Kopenske vojske ZDA (1995–1999). Avgusta 1999 se je upokojil iz aktivne vojaške službe.

## Napredovanja
- drugi poročnik: junij 1962
- začasni prvi poročnik: december 1963
- stalni prvi poročnik: junij 1965
- začasni stotnik: november 1965
- začasni major: september 1968
- stalni stotnik:  junij 1969
- začasni podpolkovnik: junij 1975
- stalni major: junij 1976
- začasni polkovnik: avgust 1979
- stalni polkovnik: marec 1982
- stalni brigadni general: september 1984
- generalmajor: september 1987
- stalni generalporočnik: julij 1990
- general: junij 1991[3]